# スカルノ・ハッタ空港線
スカルノ・ハッタ空港鉄道線（スカルノ・ハッタくうこうてつどうせん、インドネシア語: Commuter Line Bandara Soekarno Hatta）は、インドネシア ジャカルタ首都圏のスカルノ・ハッタ国際空港へのアクセスを目的とした空港連絡鉄道であり、KAIコミューター がマンガライ駅 - スカルノハッタ空港駅間で運行している。

## 概要
スカルノ・ハッタ空港鉄道線は2017年12月26日に開業した。 空港連絡鉄道としてRailink (KAIバンダラ) により運行されていた。
当初、スカルノ・ハッタ空港駅とスディルマン・バル駅のみ乗降できた。 その後、マンガライ駅を経由してブカシ駅まで延伸したが、後にマンガライ駅の発着となった。 
マンガライ駅からドゥリ駅まではチカラン線、ドゥリ駅で進行方向を変え、バトゥチェペル駅まではタンゲラン線を経由する。バトゥチェペル駅からは空港線に入り、大きな連続S字カーブを経由してスカルノ・ハッタ空港駅に至る。
運賃もKAIコミューターとは異なり、「エグゼクティブ席」のみ設置されていた。2022年1月より低料金の「プレミアム席」が導入された。
2023年1月1日以降、KAIバンダラ (Railink)が運営していたスカルノ・ハッタ空港鉄道線の運営はKAIコミューターに移管された。

## 駅一覧
| 駅番号 | 駅名                                                      | 接続路線 | 所在地         | 所在地     |
| ------ | --------------------------------------------------------- | --- | -------------- | ---------- |
| A 01   | マンガライ Manggarai                                      | - チカラン線 - ボゴール線 - トランスジャカルタ - コリドアー4 - コリドアー4D - マンガライ・バスターミナル                                                                                | 南ジャカルタ   | ジャカルタ |
| A 02   | BNIシティ BNI City (スディルマン・バル Sudirman Baru)     | - チカラン線 - ジャカルタMRT 南北線 : ドゥクアタス駅 - ジャボデベックLRT : ドゥクアタス駅 - トランスジャカルタ - コリドアー1 - コリドアー4 - コリドアー6 - コリドアー6B - コリドアー13C | 中央ジャカルタ | ジャカルタ |
| A 03   | ドゥリ Duri                                               | - チカラン線 - タンゲラン線 | 西ジャカルタ   | ジャカルタ |
| A 04   | バトゥチェペル Batuceper                                  | - タンゲラン線 - トランスジャカルタ T11, T12 - トランスタンゲラン - TT1 コリドアー 1 - TT2 コリドアー 2 - Poris Plawad Bus Terminal                                                     | タンゲラン     | バンテン州 |
| A 05   | スカルノ・ハッタ空港 Soekarno–Hatta International Airport | - スカイトレイン - スカルノ・ハッタ国際空港 - トランスジャカルタ SH1 - トランスタンゲラン - TT4 コリドアー 4                                                                            | タンゲラン     | バンテン州 |

## 使用車両
- EA203系電車（開業当時から利用）